# Jolanda Neff
Jolanda Neff (San Galo, 5 de enero de 1993) es una deportista suiza que compite en ciclismo de montaña en la disciplina de campo a través, aunque también ha competido en carretera; campeona olímpica en Tokio 2020 y cinco veces campeona mundial.

## Trayectoria
Participó en dos Juegos Olímpicos de Verano, obteniendo una medalla de oro en Tokio 2020, en la prueba de campo a través. En Río de Janeiro 2016 ocupó el sexto lugar en el campo a través y el octavo en la carrera de ruta.
Ganó nueve medallas en el Campeonato Mundial de Ciclismo de Montaña entre los años 2012 y 2022, y seis medallas en el Campeonato Europeo de Ciclismo de Montaña entre los años 2013 y 2019. En los Juegos Europeos de Bakú 2015 obtuvo la medalla de oro en la prueba de campo a través.
Además, obtuvo dos medallas en el Campeonato Mundial de Ciclismo de Montaña en Maratón, en los años 2016 y 2022, y una medalla de plata en el Campeonato Europeo de Ciclismo de Montaña en Maratón de 2015.
Debutó en la carretera en 2013 con el equipo neerlandés Rabobank. En 2015 y 2016 corrió para el Servetto-Footon y en 2019 para el Trek-Segafredo.

## Medallero internacional
| Juegos Olímpicos   | Juegos Olímpicos              | Juegos Olímpicos | Juegos Olímpicos           |
| Año                | Lugar                         | Medalla          | Competición                |
| ------------------ | ----------------------------- | ---------------- | -------------------------- |
| 2020               | Tokio (Japón)                 | Medalla de oro   | Campo a través             |
| Campeonato Mundial |                               |                  |                            |
| Año                | Lugar                         | Medalla          | Competición                |
| 2012               | Leogang/Saalfelden (Austria)  | Medalla de plata | Eliminación                |
| 2013               | Pietermaritzburg (Sudáfrica)  | Medalla de plata | Eliminación                |
| 2014               | Hafjell/Lillehammer (Noruega) | Medalla de plata | Campo a través por relevos |
| 2017               | Cairns (Australia)            | Medalla de oro   | Campo a través             |
| 2017               | Cairns (Australia)            | Medalla de oro   | Campo a través por relevos |
| 2018               | Lenzerheide (Suiza)           | Medalla de oro   | Campo a través por relevos |
| 2019               | Mont-Sainte-Anne (Canadá)     | Medalla de oro   | Campo a través por relevos |
| 2019               | Mont-Sainte-Anne (Canadá)     | Medalla de plata | Campo a través             |
| 2022               | Les Gets (Francia)            | Medalla de plata | Campo a través             |
| Juegos Europeos    |                               |                  |                            |
| Año                | Lugar                         | Medalla          | Competición                |
| 2015               | Bakú (Azerbaiyán)             | Medalla de oro   | Campo a través             |
| Campeonato Europeo |                               |                  |                            |
| Año                | Lugar                         | Medalla          | Competición                |
| 2013               | Berna (Suiza)                 | Medalla de plata | Campo a través por relevos |
| 2015               | Chies d'Alpago (Italia)       | Medalla de oro   | Campo a través             |
| 2016               | Huskvarna (Suecia)            | Medalla de oro   | Campo a través             |
| 2016               | Huskvarna (Suecia)            | Medalla de oro   | Campo a través por relevos |
| 2018               | Glasgow (Reino Unido)         | Medalla de oro   | Campo a través             |
| 2019               | Brno (República Checa)        | Medalla de oro   | Campo a través             |

| Campeonato Mundial | Campeonato Mundial    | Campeonato Mundial | Campeonato Mundial |
| Año                | Lugar                 | Medalla            | Competición        |
| ------------------ | --------------------- | ------------------ | ------------------ |
| 2016               | Laissac (Francia)     | Medalla de oro     | Campo a través     |
| 2022               | Haderslev (Dinamarca) | Medalla de bronce  | Campo a través     |
| Campeonato Europeo |                       |                    |                    |
| Año                | Lugar                 | Medalla            | Competición        |
| 2015               | Singen (Alemania)     | Medalla de plata   | Campo a través     |

## Palmarés
2015
- Campeonato de Suiza en Ruta

2016
- Tour de Polonia, más 2 etapas

2018
- Campeonato de Suiza en Ruta

2023
- Trofeo Ponente in Rosa, más 2 etapas

## Resultados en Grandes Vueltas y Campeonatos del Mundo
Durante su carrera deportiva ha conseguido los siguientes puestos en las Grandes Vueltas femeninas y en los Campeonatos del Mundo de ciclismo de montaña y carretera:
| Carrera                   | 2012 | 2013 | 2014 | 2015 | 2016 | 2017 | 2018 | 2019 | 2020 | 2021 | 2022 |
| ------------------------- | ---- | ---- | ---- | ---- | ---- | ---- | ---- | ---- | ---- | ---- | ---- |
| Giro de Italia            | -    | -    | -    | -    | -    | -    | -    | -    | -    | -    | -    |
| Tour de l'Aude            | X    | X    | X    | X    | X    | X    | X    | X    | X    | X    | X    |
| Grande Boucle             | X    | X    | X    | X    | X    | X    | X    | X    | X    | X    | X    |
| Mundial en Ruta           | -    | 29.ª | -    | 9.ª  | -    | -    | 22.ª | -    | -    | -    |      |
| Mundial de Campo a Través | -    | -    | -    | 9.ª  | 8.ª  | 1.ª  | 4.ª  | 2.ª  | 6.ª  | 4.ª  | 2.ª  |

| —: No participó | X: Edición no celebrada |

## Equipos
- Rabobank-Liv Giant (2013)
- Servetto-Footon (04.2015-2016)
- Trek-Segafredo Women (2019)
- Cannondale Factory Racing (2025)